# Severskij rajon
Il Severskij rajon (in russo Северский район?) è un rajon del Kraj di Krasnodar, nella Russia europea.